# Илья Ярославич
Илья́ Яросла́вич — гипотетический князь новгородский (XI век), предполагаемый старший сын Ярослава Владимировича Мудрого.

## Биография
Илья упоминается только в Новгородской летописи младшего извода в списке «А се по святомъ крещении, о княжении киевьстѣмъ…» перед посадником Константином Добрыничем, и князем Владимиром Ярославичем:

И родися у Ярослава сынъ Илья, и посади в Новѣгородѣ, и умре. И потомъ разгнѣвася Ярославъ на Коснятина, и заточи и; а сына своего Володимира посади в Новѣгородѣ.— 
По мнению А. В. Назаренко, Илья был Новгородским князем с августа 1018 до 1019/1020 года, В. Л. Янин относит княжение Ильи к 1030—1034 годам.
А. В. Назаренко также выдвинул гипотезу, согласно которой именно Илья был «сыном короля Руси», за которым была замужем Эстрид (Маргарита) Датская (от её брака с ярлом Ульвом пошла династия Эстридсенов, правившая в Дании). Тогда брак по его мнению мог быть заключен только около 1019 года.
Если Илья действительно существовал (некоторые исследователи сомневаются в его существовании), то он мог родиться только от предполагаемого первого брака Ярослава Мудрого, а матерью его была первая жена Ярослава (предположительно Анна), упоминаемая в хронике Титмара под 1018 годом как попавшая в плен к Болеславу Польскому.
Возможно, что у Ильи было и другое, «княжеское» языческое имя, которое до нас не дошло; возможно, сведения о нём взяты летописцем из церковного помянника, где употреблялось только христианское имя.

## Образ в кино
- «Ярослав. Тысячу лет назад» (2010) — Россия.